# Edward Acquah
Edward Acquah   (Sekondi-Takoradi, 23 de juliol de 1935 - Sekondi-Takoradi, 5 d'octubre de 2011) fou un futbolista ghanès de la dècada de 1960.
Fou internacional amb la selecció de futbol de Ghana.
Pel que fa a clubs, destacà a Sekondi Eleven Wise FC.